# Réserve naturelle des îles Cerbicale
La réserve naturelle des îles Cerbicale (RNC51) est une réserve naturelle en Corse. Classée en 1981, elle occupe une surface de 36 hectares et protège un archipel de 6 îles au large de Porto-Vecchio.

## Localisation

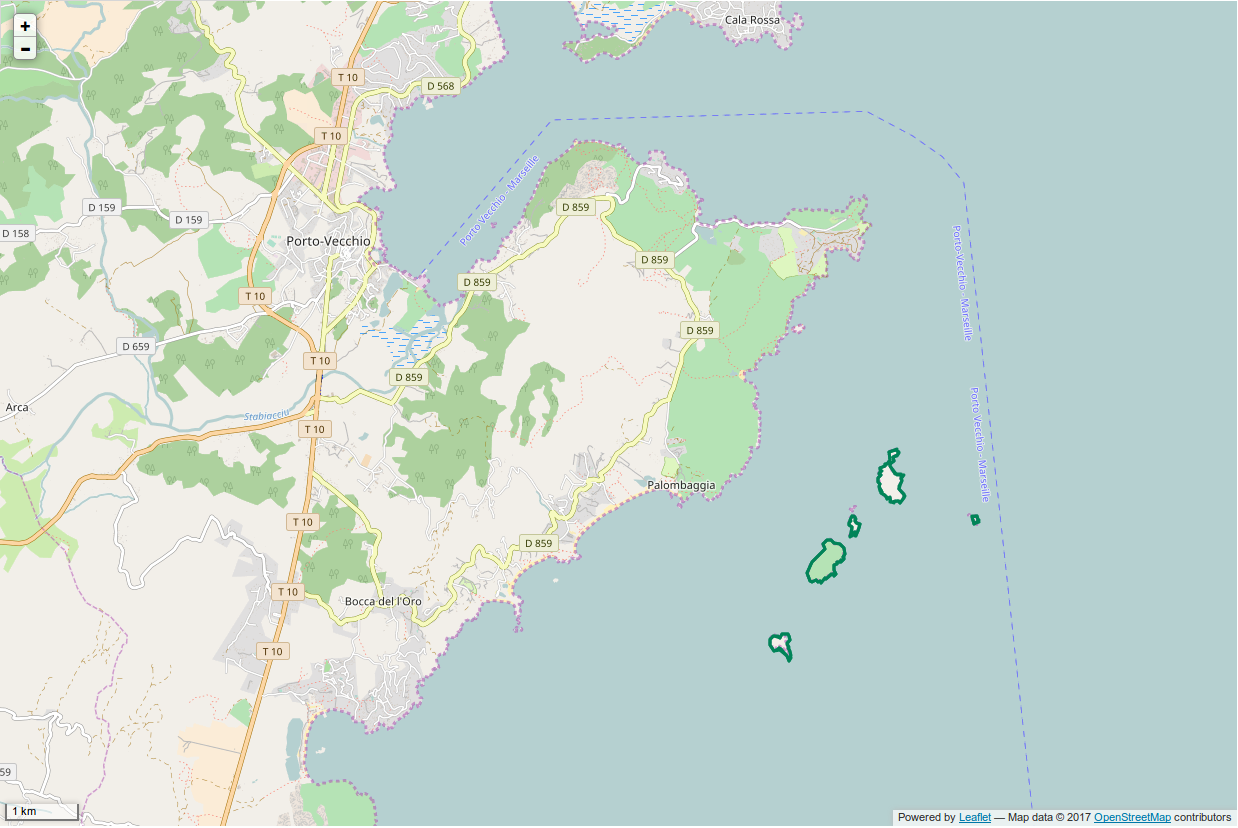
Périmètre de la réserve naturelle.

Le territoire de la réserve naturelle comprend 4 îles (l'Île Pietricaggiosa, l'île Piana, l'Île de Maestro Maria ou Île Plate, l'Île Forana) et 2 îlots rocheux plus au large (l'Île du Toro et le rocher de la Vacca). Il est situé dans le département de la Corse-du-Sud, sur la commune de Porto-Vecchio et proche de la côte sud-est, sous la pointe de la Chiappa et de son phare. La superficie terrestre est de 36 ha, la zone maritime faisant partie de la Réserve naturelle des Bouches de Bonifacio intégrée ultérieurement à la zone du Parc Marin International.

## Histoire du site et de la réserve
Faute d'eau potable, les îles semblent n'avoir jamais été habitées par l'homme.

## Écologie (biodiversité, intérêt écopaysager…)
Les îles Cerbicale ont été constituées en réserve naturelle pour préserver la richesse de sa faune aviaire et sous-marine. Elles sont incluses dans le sanctuaire des mammifères marins.

### Flore
Les îles, granitiques, sont couvertes d'un maquis assez dense, pouvant atteindre 2 à 3 m de hauteur sur les îles de Piana et Forana et de Silène veloute (Silene velutina). L'Île de Maestro Maria présente un terrain sablonneux couvert d'herbacées et de lys des sables (pancratium maritimum).

### Faune
La faune est essentiellement constituée de nombreux oiseaux marins, de lézards et de rats. La zone marine, très importante, contient des herbiers de posidonies et abrite une colonie  de Grand Dauphin (Tursiops truncatus). Elle est fréquentée par de nombreux oiseaux pélagiques.
La zone de protection spéciale (ZPS) s'intéresse plus précisément aux populations de  Pétrel tempête (plus grosse population corse), de Cormoran huppé de Méditerranée (Phalacrocorax aristotelis desmarestii) (environ 10 à 20% des effectifs de France), de Puffin cendré (Calonectris diomedea), et de Goéland d'Audouin (Larus audouinii).
On y rencontre aussi le Faucon pèlerin (Falco peregrinus), la Fauvette pitchou (Sylvia undata), la Fauvette sarde (Sylvia sarda) et l'Océanite tempête (Hydrobates pelagicus).
La population de Martinet pâle (Apus pallidus) subit la prédation du Rat noir (Ratus ratus) sur l'île du Toro. Des dératisations ont été effectuées. 
Depuis plusieurs années l'Aigrette garzette (Egretta garzetta) niche de nouveau sur une des îles (une des seules colonies insulaires maritimes connues pour cette espèce en France).
On y trouve aussi quelques amphibiens et reptiles comme la Cistude d'Europe (Emys orbicularis), le Discoglosse Sarde (Discoglossus sardus), le Phyllodactyle d'Europe (Phyllodactylus europaeus), ainsi que la Tortue d'Hermann (testudo hermanni) et la  Tortue caouanne (Caretta caretta).

## Intérêt touristique et pédagogique
L'accostage et la pêche, ainsi que la chasse sont interdits sur les îles.

## Administration, plan de gestion, règlement
La gestion de la réserve naturelle est assurée par l'Office de l'environnement de la Corse, qui gère aussi la réserve naturelle des Bouches de Bonifacio. La réserve naturelle fait partie du réseau des Réserves naturelles de Corse.
Le site est enregistré dans le cadre du réseau Natura 2000 sous le code FR9410022,. Elle a obtenu le statut de ZPS.
Dans le cadre du réseau des Aires Marines protégées de France, elle s'associe au projet de création du Parc Marin International des espaces protégés de Corse et de Sardaigne de part et d’autre du détroit des Bouches de Bonifacio.

### Outils et statut juridique
La réserve naturelle a été créée par le décret no 81-205 du 3 mars 1981.
Elle a rejoint la gestion commune à la création de la Réserve naturelle des Bouches de Bonifacio depuis le Décret du 23 septembre 1999. Ce décret indique que le domaine terrestre des Îles Cerbicales n'est pas visé par le classement de la RN des Bouches de Bonifacio bien que le périmètre de celle-ci englobe l'archipel. Par ailleurs, la réserve naturelle fera partie du futur Parc Marin International corso-sarde.